# Stanislao Amilcare Battistelli
Stanislao Amilcare Battistelli (Fano, 28 settembre 1885 – Isola del Gran Sasso d'Italia, 20 febbraio 1981) è stato un vescovo cattolico italiano.

## Biografia
Nato a Fano il 28 settembre 1885, intraprese la carriera ecclesiastica entrando nella Congregazione della Passione di Gesù Cristo e venne ordinato sacerdote il 19 settembre 1908. Nominato vescovo di Sovana-Pitigliano il 24 giugno 1932 da papa Pio XI, ricevette la consacrazione episcopale il 21 agosto dello stesso anno dal vescovo Luigi Ferri. Il 14 febbraio 1952 fu trasferito alle sedi di Teramo e Atri, dalle quali si dimise il 16 febbraio 1967; da tale data fino al 6 gennaio 1976 fu vescovo titolare di Amiterno.
Prese parte a tutte le sessioni del Concilio Vaticano II.
Morì il 20 febbraio 1981 a Isola del Gran Sasso d'Italia.

## Genealogia episcopale
La genealogia episcopale è:
- Cardinale Scipione Rebiba
- Cardinale Giulio Antonio Santori
- Cardinale Girolamo Bernerio, O.P.
- Arcivescovo Galeazzo Sanvitale
- Cardinale Ludovico Ludovisi
- Cardinale Luigi Caetani
- Cardinale Ulderico Carpegna
- Cardinale Paluzzo Paluzzi Altieri degli Albertoni
- Papa Benedetto XIII
- Papa Benedetto XIV
- Cardinale Enrico Enriquez
- Arcivescovo Manuel Quintano Bonifaz
- Cardinale Buenaventura Córdoba Espinosa de la Cerda
- Cardinale Giuseppe Maria Doria Pamphilj
- Papa Pio VIII
- Papa Pio IX
- Papa Clemente XIII
- Cardinale Marcantonio Colonna
- Cardinale Giacinto Sigismondo Gerdil, B.
- Cardinale Giulio Maria della Somaglia
- Cardinale Carlo Odescalchi, S.I.
- Cardinale Costantino Patrizi Naro
- Cardinale Lucido Maria Parocchi
- Vescovo Vincenzo Franceschini
- Vescovo Luigi Ferri
- Vescovo Stanislao Amilcare Battistelli, C.P.